# There Is Only One Roy Orbison
There Is Only One Roy Orbison es el quinto álbum de estudio del músico estadounidense Roy Orbison, publicado por la compañía discográfica MGM Records en julio de 1965. El álbum, el primero del músico con la compañía MGM, incluyó «Claudette», una composición de Orbison que obtuvo un notable éxito de la mano de The Everly Brothers en 1958. La canción fue regrabada en 1985 en el álbum In Dreams: The Greatest Hits. There Is Only One Roy Orbison alcanzó el puesto 55 en la lista estadounidense Billboard 200, mientras que el sencillo «Ride Away» llegó a la posición 25 de la lista Billboard Hot 100.

## Lista de canciones
1. "Ride Away" (Roy Orbison, Bill Dees) - 3:30
2. "You Fool You" (Orbison, Joe Melson) - 2:10
3. "Two of a Kind" (Bob Montgomery, Earl Sinks) - 2:36
4. "This Is Your Song" (Dees) - 2:20
5. "I'm in a Blue, Blue Mood" (Orbison, Melson) - 1:50
6. "If You Can't Say Something Nice" (Orbison, Melson, Ray Rush) - 2:20
7. "Claudette" (Orbison) - 2:00
8. "Afraid to Sleep" (Buddy Buie, John Rainey Adkins) - 2:15
9. "Sugar and Honey" (Orbison, Dees) - 2:22
10. "Summer Love" (Dees/Mathis) - 2:26
11. "Big as I Can Dream" (Montgomery) - 2:10
12. "Wondering" (Orbison, Dees) - 2:17

## Posición en listas
Álbum
| País           | Lista         | Posición |
| -------------- | ------------- | -------- |
| Estados Unidos | Billboard 200 | 55       |

Sencillos
| Sencillo    | País           | Lista             | Posición |
| ----------- | -------------- | ----------------- | -------- |
| «Ride Away» | Estados Unidos | Billboard Hot 100 | 25       |
| «Ride Away» | Reino Unido    | UK Singles Chart  | 34       |